# Melopla abhorrens
Melopla abhorrens är en fjärilsart som beskrevs av De Lajonquière 1972. Melopla abhorrens ingår i släktet Melopla och familjen ädelspinnare. Inga underarter finns listade i Catalogue of Life.